# Sigtuna stad
Denna artikel handlar om den tidigare kommunen Sigtuna stad. För orten se Sigtuna, för dagens kommun, se Sigtuna kommun.
Sigtuna stad var en stad och kommun i Stockholms län.

## Administrativ historik
Staden grundades runt 990 och efter en brand återuppbyggdes den och blev stad på 1000-talet.
Staden blev en egen kommun, enligt Förordning om kommunalstyrelse i stad (SFS 1862:14) 1 januari 1863, då Sveriges kommunsystem infördes.
Den 1 januari 1948 (enligt beslut den 25 augusti 1947) inkorporerades i Sigtuna stad i kommunalt hänseende Sankt Olofs och Sankt Pers landskommun med 644 invånare (den 31 december 1947) och omfattande en areal av 35,50 km², varav 35,45 km² land. I avseende på fastighetsredovisningen inkorporerades socknarna Sankt Olof med 431 invånare (den 31 december 1947) och omfattande en areal av 22,86 km², varav 22,84 km² land, och Sankt Per med 213 invånare och omfattande en areal av 12,64 km², varav 12,61 km² land.
Den 1 januari 1950 (enligt beslut den 18 mars 1949) överfördes till Sigtuna stad och S:t Pers församling från Häggeby landskommun och Häggeby församling i Uppsala län de obebodda fastigheterna Finsta och Finstaholm 1:6-1:9 samt Bodarne 1:2 omfattande en areal av 0,48 km², varav allt land.
Genom kommunreformen den 1 januari 1952 inkorporerades Haga landskommun med 203 invånare (den 31 december 1950) omfattande en areal av 18,73 km², varav 18,58 km² land.
Den 1 januari 1953 överfördes från staden och S:t Olofs församling till Märsta landskommun och Odensala församling ett område (Lövstaholmsområdet) med 49 invånare och omfattande en areal av 6,75 km², varav 6,74 km² land.
Staden uppgick 1 januari 1971 tillsammans med Märsta landskommun i den då nybildade Sigtuna kommun.

### Judiciell tillhörighet
Egen jurisdiktion med magistrat och rådhusrätt hade Sigtuna stad till 1948, varefter den lades under landsrätt i Stockholms läns västra domsaga och Stockholms läns västra domsagas tingslag. Siste borgmästare var Gustaf Dahl (1890-1992).

### Kyrklig tillhörighet
I kyrkligt hänseende tillhörde staden Sigtuna församling. Den 1 januari 1948 tillkom församlingarna S:t Olof och S:t Per och den 1 januari 1952 Haga församling.

### Sockenkod
För registrerade fornfynd med mera så återfinns staden inom ett område definierat av sockenkod 0080 som motsvarar den omfattning staden hade kring 1948 innan inkorporeringen av grannområdena.

## Stadsvapen
Blasonering: I blått fält en krona av guld mellan tre sexuddiga stjärnor av silver, ordnade två och en.
Bilden i Sigtuna kommunvapen fördes av Sigtuna stad som sigill från 1311 och på en fana från 1651. Vapnet blev aldrig officiellt fastställt av Kungl. Maj:t för staden utan antogs i samband med kommunbildningen 1971 och registrerades i PRV 1974 i enlighet med ny lagstiftning.

## Geografi
Sigtuna stad omfattade den 1 januari 1952 en areal av 59,32 km², varav 59,12 km² land. Efter nymätningar och arealberäkningar färdiga den 1 januari 1955 omfattade staden den 1 januari 1961 en areal av 53,38 km², varav allt land.

### Tätorter i staden 1960
I Sigtuna stad fanns tätorten Sigtuna, som hade 2 580 invånare den 1 november 1960. Tätortsgraden i staden var då 81,8 procent.

## Befolkningsutveckling
| Befolkningsutvecklingen i Sigtuna stad 1805–1970 | Befolkningsutvecklingen i Sigtuna stad 1805–1970 | Befolkningsutvecklingen i Sigtuna stad 1805–1970 | Befolkningsutvecklingen i Sigtuna stad 1805–1970 | Befolkningsutvecklingen i Sigtuna stad 1805–1970 |
| --- | ------------------------------------------------ | ------------------------------------------------ | ------------------------------------------------ | ------------------------------------------------ |
| |                                                  |                                                  |                                                  |                                                  |
| År |                                                  |                                                  | Folkmängd                                        |                                                  |
| 1805 | 1805                                             |                                                  | 434                                              |                                                  |
| 1810 | 1810                                             |                                                  | 380                                              |                                                  |
| 1820 | 1820                                             |                                                  | 396                                              |                                                  |
| 1830 | 1830                                             |                                                  | 349                                              |                                                  |
| 1840 | 1840                                             |                                                  | 399                                              |                                                  |
| 1850 | 1850                                             |                                                  | 426                                              |                                                  |
| 1860 | 1860                                             |                                                  | 460                                              |                                                  |
| 1870 | 1870                                             |                                                  | 487                                              |                                                  |
| 1880 | 1880                                             |                                                  | 609                                              |                                                  |
| 1890 | 1890                                             |                                                  | 552                                              |                                                  |
| 1900 | 1900                                             |                                                  | 568                                              |                                                  |
| 1910 | 1910                                             |                                                  | 669                                              |                                                  |
| 1920 | 1920                                             |                                                  | 709                                              |                                                  |
| 1930 | 1930                                             |                                                  | 1 030                                            |                                                  |
| 1935 | 1935                                             |                                                  | 1 178                                            |                                                  |
| 1940 | 1940                                             |                                                  | 1 337                                            |                                                  |
| 1945 | 1945                                             |                                                  | 1 432                                            |                                                  |
| 1950 | 1950                                             |                                                  | 2 511                                            |                                                  |
| 1955 | 1955                                             |                                                  | 2 647                                            |                                                  |
| 1960 | 1960                                             |                                                  | 3 156                                            |                                                  |
| 1965 | 1965                                             |                                                  | 3 794                                            |                                                  |
| 1970 | 1970                                             |                                                  | 4 691                                            |                                                  |
| Anm: För åren 1805-1945: befolkning enligt folkräkning 31 december enligt den administrativa indelningen den 1 januari följande år. 1950 avser befolkning enligt folkräkning den 31 december enligt den administrativa indelningen den 1 januari 1952. 1955 avser den kyrkobokförda befolkningen den 31 december enligt den administrativa indelningen den 1 januari följande år. 1960 & 1965 avser befolkning enligt folkräkning den 1 november enligt den administrativa indelningen den 1 januari följande år. 1970 avser befolkningen den 1 november 1970 i det område som staden omfattade när den upplöstes 1 januari 1971. |                                                  |                                                  |                                                  |                                                  |

## Politik

### Mandatfördelning i valen 1919-1966
| 10 | 6 | 4 |

| 18 |

| 8 | 2 | 6 | 4 |

| 19 |

| 4 | 6 | 10 |

| 19 |

| 7 | 1 | 2 | 10 |

| 19 |

| 7 | 3 | 2 | 8 |

| 19 |

| 8 | 2 | 1 | 9 |

| 18 |

| 10 | 5 | 5 |

| 16 | 4 |

| 9 | 5 | 6 |

| 17 | 3 |

| 10 | 5 | 5 |

| 16 | 4 |

| 11 | 3 | 7 | 4 |

| 20 | 5 |

| 10 | 2 | 7 | 6 |

| 21 | 4 |

| 10 | 3 | 5 | 7 |

| 20 | 5 |

| 10 | 2 | 5 | 8 |

| 19 | 6 |

| 9 | 3 | 4 | 9 |

| 18 | 7 |